# Зулцбах-Розенберг
Зулцбах-Rozenberg (на немски: Sulzbach-Rosenberg) e град в окръг Горен Пфалц, Бавария, Германия с 19 425 жители (към 31 декември 2012). Намира се на ок. 50 км източно от Нюрнберг. Градът се създава на 1 юли 1934 г. чрез сливане на град Зулцбах с общината Розенберг.
Зулцбах е основан през 1024 г., от 1656 г. е столица на княжество Пфалц-Зулцбах.